# Acrida hsiai
Acrida hsiai är en insektsart som beskrevs av Steinmann 1963. Acrida hsiai ingår i släktet Acrida och familjen gräshoppor. Inga underarter finns listade i Catalogue of Life.